# Vesly, Eure
Vesly är en kommun i departementet Eure i regionen Normandie i norra Frankrike. Kommunen ligger i kantonen Gisors som tillhör arrondissementet Les Andelys. År 2022 hade Vesly 621 invånare.

## Befolkningsutveckling
Antalet invånare i kommunen Vesly
Referens:INSEE